# Île du Congrès
L'île du Congrès (isla del Congreso en espagnol) est l'une des trois îles de l'archipel des Îles Zaffarines qui constitue une des Plazas de soberanía espagnoles au large des côtes marocaines. Située à 3 kilomètres de ses cotes, le Maroc revendique l'île, au même titre que les autres îles de l'archipel, considérée comme étant occupée.

## Description
L’île est triangulaire, elle est aperçue par les marocains et les touristes dans les côtes du royaume, dans la municipalité de Ras El Ma (Cap de l’eau).
L’île ressemble à un gorille de dos, on aperçoit la tête, les épaules, le dos puis le bas dos.